# Campeonato Gaúcho 1937
In 1937 werd het zeventiende Campeonato Gaúcho gespeeld voor voetbalclubs uit de Braziliaanse staat Rio Grande do Sul. Er werden regionale competities gespeeld en de kampioenen ontmoetten elkaar in de finaleronde die gespeeld werd van 26 december 1937 tot 2 februari 1938. Voor het eerst nam er geen team uit Porto Alegre deel. Internacional en Grêmio waren profclubs geworden en dit bleef een amateurkampioenschap. Grêmio Santanense werd kampioen, waren vier wedstrijden nodig in de finale om de kampioen te bepalen. 

## Voorronde
|                            |                   |       |              |  |
| 26 december 1937 Voorronde | Grêmio Santanense | 4 – 1 | Riograndense |  |
| 26 december 1937 Voorronde |                   |       |              |  |

## Knock-outfase
|  | Halve finale      | Halve finale      |  |  | Finale        | Finale |  |
|  |                   |                   |  |  |               |        |  |
|  |                   |                   |  |  |               |        |  |
|  | Rio-Grandense     | 3                 |  |  |               |        |  |
|  | Ferroviário       | 0                 |  |  |               |        |  |
|  |                   |                   |  |  |               |        |  |
|  |                   |                   |  |  |               |        |  |
|  |                   |                   |  |  | Rio-Grandense |        |  |
|  |                   | Grêmio Santanense |  |  |               |        |  |
|  |                   |                   |  |  |               |        |  |
|  |                   |                   |  |  |               |        |  |
|  |                   |                   |  |  |               |        |  |
|  |                   |                   |  |  |               |        |  |
|  | Grêmio Santanense | 2                 |  |  |               |        |  |
|  | Novo Hamburgo     | 0                 |  |  |               |        |  |

Details finale
|                     |               |       |                   |  |
| 9 januari 1938 Heen | Rio-Grandense | 2 – 0 | Grêmio Santanense |  |
| 9 januari 1938 Heen |               |       |                   |  |

|                       |                   |       |               |  |
| 16 januari 1938 Terug | Grêmio Santanense | 3 – 2 | Rio-Grandense |  |
| 16 januari 1938 Terug |                   |       |               |  |

|                                        |               |       |                   |  |
| 19 januari 1938 Eerste extra wedstrijd | Rio-Grandense | 3 – 3 | Grêmio Santanense |  |
| 19 januari 1938 Eerste extra wedstrijd |               |       |                   |  |

|                                        |                      |       |               |  |
| 2 februari 1938 Tweede extra wedstrijd | Grêmio Santanense    | 4 – 0 | Rio-Grandense |  |
| 2 februari 1938 Tweede extra wedstrijd | Bido Sorro , Tom Mix |       |               |  |

|  | Grêmio Santanense | Rio-Grandense-RG |

## Kampioen
| Campeonato Gaúcho de 1937             |
| Porto Alegre                          |
| ------------------------------------- |
| GRÊMIO SANTANENSE Kampioen (1° titel) |